# Samuel Žbogar
Samuel Žbogar, né le 5 mars 1962 en Slovénie, alors composante de la Yougoslavie, est un diplomate et homme politique slovène, actuellement ministre des Affaires étrangères de Slovénie, de 2008 à 2012.

## Biographie
Marié, père de trois enfants, il parle couramment anglais, italien, croate, serbe et français. Il a notamment été négociateur en chef de l'adhésion de la Slovénie à l'OTAN, membre du groupe de négociations pour l'adhésion à l'Union européenne (UE) et ambassadeur aux États-Unis entre 2004 et 2008. Il est également secrétaire de la délégation slovène en 1991 à la conférence internationale sur l'ex-Yougoslavie . 
Le 20 décembre 2011, il est nommé chef du bureau de l'Union européenne au Kosovo,. Il est remplacé au gouvernement par Karl Erjavec le 10 février 2012.